# Paulino Rivero
Pour les articles homonymes, voir Rivero.
Paulino Rivero Baute, né le 11 février 1952 à El Sauzal, est un homme politique espagnol, membre de la Coalition canarienne (CC).
Il est président du gouvernement des Canaries entre 2007 et 2015.

## Biographie

### Études et emploi
Titulaire d'un diplôme de l'université de La Laguna, située sur l'île de Tenerife, il a été instituteur de l'enseignement primaire jusqu'en 1979. Il est marié et père de trois enfants.

### Politique locale
En 1979, il est élu maire d'El Sauzal, près de Santa Cruz de Tenerife, sous les couleurs de l'Union du centre démocratique (UCD), qu'il quitte quatre ans plus tard pour rejoindre le Regroupement ténérifain des indépendants (ATI). Aux élections locales de 1983, il conserve la mairie et devient membre du conseil insulaire (Cabildo) de Tenerife. Il adhère en 1985 au Regroupement des indépendants canariens (AIC), et se voit réélu deux ans plus tard à la tête de sa ville. Parallèlement, il est désigné vice-président du Cabildo.

### Député à Madrid
Membre de la Coalition canarienne (CC) depuis sa création, en 1993, il est élu représentant de la province de Santa Cruz de Tenerife au Congrès des députés lors des élections générales anticipées du 3 mars 1996. En 1999, il est porté à la présidence de la CC, qui n'est encore qu'une coalition politique. En 2003, il devient le nouveau porte-parole du groupe CC au Congrès.
À la suite des élections générales du 14 mars 2004, il est choisi pour présider la commission d'enquête parlementaire sur les attentats du 11 mars 2004 à Madrid (11-M). Il préside l'année suivante à la transformation de la Coalition canarienne en véritable parti politique, dont il reste le président.

### Président du gouvernement
Le 3 février 2007, le conseil politique national de la CC l'investit candidat à la présidence du gouvernement canarien à l'unanimité. Il renonce alors à se présenter à la mairie d'El sauzal.
Le jour du scrutin, il termine troisième en voix, avec 24,1 % soit un recul de neuf points pour la CC et un retard de onze sur le Parti socialiste (PSOE) de Juan Fernando López Aguilar, mais deuxième en sièges, avec 17 députés sur 60. C'est la première fois depuis sa fondation que la CC est ainsi distancée. Il constitue alors une alliance avec le Parti populaire (PP) de José Manuel Soria, qui détient 15 sièges au Parlement des Canaries, et est élu président du gouvernement le 11 juillet. Il prête serment deux jours plus tard, et abandonne par la suite la présidence de la CC.
À la suite du vote favorable de la Coalition canarienne au projet de budget de l'État défendu par le gouvernement socialiste espagnol, le PP se retire du gouvernement régional le 19 octobre 2010. Il continue toutefois de gouverner en minorité jusqu'aux élections régionales du 22 mai 2011. Il est alors le second président issu de la CC à être candidat à un second mandat.
Il arrive deuxième avec 20 députés et 24,7 % des suffrages, derrière les conservateurs mais devant les socialistes. Il passe, le 17 juin suivant, un accord avec ces derniers, qui disposent de 15 élus, ce qui lui redonne une majorité absolue pour gouverner les Îles Canaries. C'est la première fois depuis 1993 que le PSOE participe au gouvernement canarien.